# 7447 Marcusaurelius
7447 Marcusaurelius è un asteroide della fascia principale. Scoperto nel 1977, presenta un'orbita caratterizzata da un semiasse maggiore pari a 2,3907902 UA e da un'eccentricità di 0,0997342, inclinata di 6,66040° rispetto all'eclittica.